# Al-Shabaab (organización terrorista)
Harakat ash-Shabaab al-Muyahidin (en árabe: حركة الشباب المجاهدين, Harakat aš-šabāb al-muŷahidīn «Movimiento de Jóvenes Muyahidines»), también conocido como Al-Shabaab (en árabe: الشباب, «Los Jóvenes»), es un movimiento yihadista terrorista de origen somalí, relacionado con Al Qaeda al que se unió formalmente en 2012. Tiene presencia en el cuerno de África y el Yemen, además está considerada como una organización terrorista por la Unión Europea, Estados Unidos desde 2008, como así también por Australia, Canadá y Nueva Zelanda.  Surgió como el ala radical joven del extinto Unión de Tribunales Islámicos de Somalia, que controlaba Mogadiscio en 2006, antes de ser expulsados por las fuerzas etíopes.
Aunque utilice símbolos de Estado Islámico de Irak y el Levante (ISIS), Al-Shabbaab está afiliado a Al Qaeda y considera al ISIS un rival y enemigo en Somalia.

## Características
Se calcula que el grupo tiene unos 7000 integrantes y su líder fue Abu Zubeyr hasta el 1 de septiembre de 2014, fecha en la que Estados Unidos confirmó su muerte. Con un perfil cada vez más notorio, Al Shabaab ha pasado a ser desde 2015 una de las organizaciones extremistas islámicas más activas en África.

## Cronología de atentados
Al Shabab, al igual que la organización radical Hezbi Islami, es responsable de numerosas lapidaciones en territorio somalí.
Durante la final de la Copa Mundial de Fútbol de 2010 el grupo realizó un atentado en Uganda, cobrándose por lo menos 76 víctimas mortales. Según Al Shabab, el ataque responde a la presencia de soldados ugandeses en territorio somalí como parte de AMISOM, la misión de paz de la Unión Africana. 
Según una investigación realizada en 2011 por la Liga de Acción del Elefante (Elephant Action League), el grupo radical con base en Somalia participa de la red de tráfico ilegal de marfil y cuerno de rinoceronte de manera determinante, aportando puertos de salida para la mercancía hacia los mercados internacionales.
El 2 de abril de 2015 en Kenia, el grupo atentó en una universidad, dejando como saldo 152 personas muertas, más 4 de los terroristas que participaron en la masacre. Los atacantes irrumpieron en el campus con armas de alto calibre, tomando como rehenes a múltiples estudiantes y profesores alegando que la institución estaba en un espacio colonizado por no musulmanes. Los terroristas liberaron progresivamente a estudiantes y personal musulmán, pero asesinaron a los cristianos mediante disparos y decapitación. Aún se desconoce el paradero de 535 estudiantes. Se trata del mayor ataque islamista ocurrido en Kenia.
2016
Durante la noche del 21 de enero de 2016 un grupo de milicianos de Al-Shabab atacaron el hotel y restaurante Beach View de Mogadiscio, situados en una zona de ocio frecuentada por políticos y altos cargos de la administración. Los asaltantes detonaron un coche bomba en las inmediaciones y entraron en el recinto en el que se celebraba una boda y una graduación universitaria. El ataque de Al Shabab en la playa de Mogadiscio se saldó con 25 muertos. Según la Agencia Nacional de Seguridad e Inteligencia somalí (NISA) entre los fallecidos figuran cinco mujeres y un niño de 4 años, mientras que el resto son principalmente empleados del establecimiento, estudiantes universitarios y profesores. El asalto se prolongó durante varias horas. Se registraron 25 muertos y otros tantos heridos. Las fuerzas especiales somalís rescataron a gran parte de los civiles atrapados entre los que había políticos y periodistas.
3 de febrero - Atentado contra un avión que se dirigía a Yibuti con 74 pasajeros. La explosión se produjo 20 minutos después de que el vuelo despegara desde el aeropuerto de Mogadiscio y abrió un gran boquete en el fuselaje de la aeronave. El piloto tuvo que realizar un aterrizaje de emergencia en el aeropuerto de la capital somalí, maniobra que permitió salvar la vida de todos los pasajeros, excepto una persona que fue despedida del avión, al parecer el propio terrorista suicida. Reivindicado por Al Shabbaab el día 13 del mismo mes.
2017

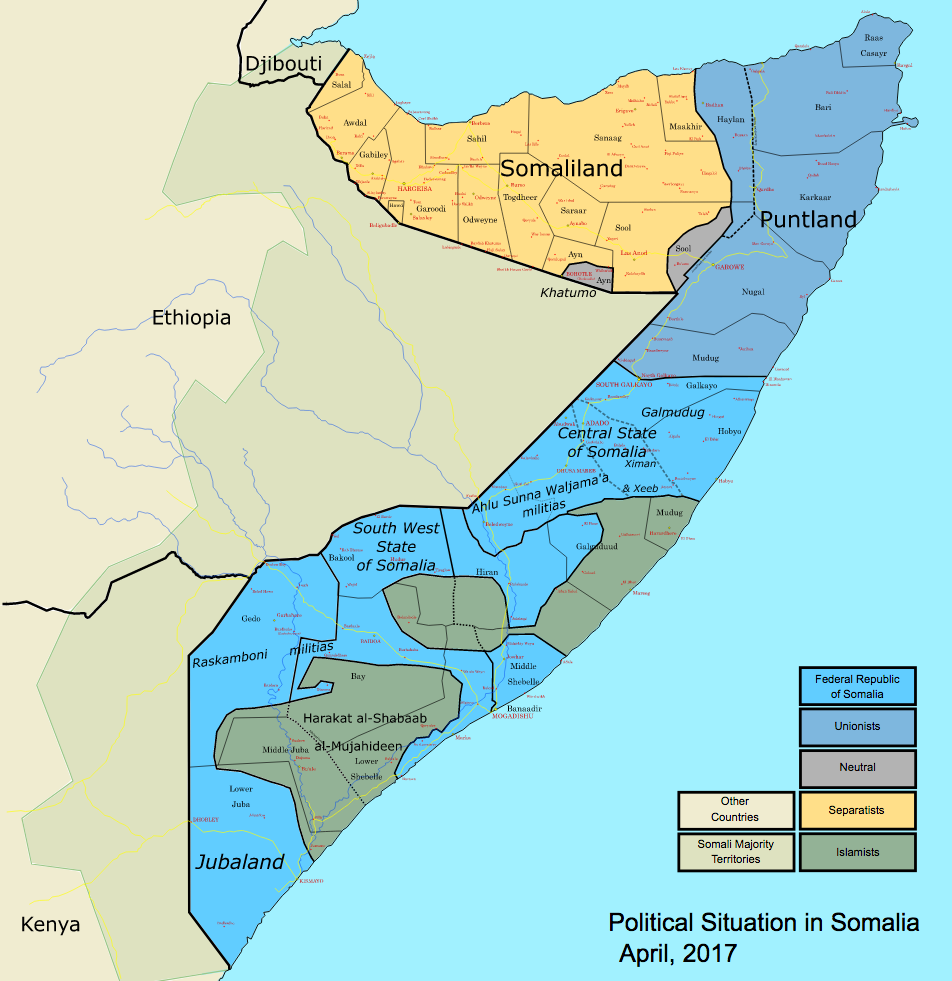
Control territorial de Somalia en abril de 2017.

El 15 de octubre de 2017 se produjo en Mogadiscio un doble atentado con camiones bomba primero contra el Hotel Safari y una zona de oficinas y restaurantes en la intersección K5 y dos horas más tarde en un concurrido mercado de la medina. Provocaron más de 300 muertos y más de 300 heridos, en su mayoría civiles, muchos de ellos vendedores ambulantes. Estos atentados fueron considerados como los más mortíferos desde el inicio de la insurgencia en 2007. El gobierno atribuyó los atentados a Al Shabbaab que 24 horas después no había reivindicado su autoría.
29 de octubre - Al menos 25 personas muertas y 30 heridas por la explosión de dos coches bomba y el posterior asalto de un comando al céntrico hotel Naasa Hablood 2, muy cerca del Palacio Presidencial. Tras la detonación un comando de cinco integrantes de al-Shabab se adentró en el hotel y disparó contra los clientes, pero fueron neutralizados por efectivos del Ejército somalí.
2019
15 de enero - Atentado contra el complejo 14 Riverside Drive
12 de abril - Secuestran a 2 médicos Cubanos en Kenia.
2020
5 de enero - En un ataque terrorista a una base militar en el este de Kenia, mueren tres estadounidenses; un militar y dos subcontratistas. La ofensiva terrorista fue efectuada dos días después de la muerte del general iraní Qasem Soleimani.
2021
1 de febrero - El atentado terrorista sucedió en la capital somalí con un coche bomba, seguido de un enfrentamiento contra las fuerzas de seguridad de Somalia. Ocurrió en la entrada de un hotel donde la oposición política se hallaba reunida. El enfrentamiento duró ocho horas, terminó con la muerte de nueve personas de los cuales, 5 eran civiles y 4 atacantes (otras fuentes afirman al menos murieron 15 civiles).
2 de febrero - Los atacantes usaron un mortero para poder atentar contra diversos edificios y el aeropuerto de Mogadiscio. El ejército somalí afirmó haber abatido tres terroristas y haber capturado uno con vida.